# Eugene Shoemaker
Eugene Merle Shoemaker, noto anche come Gene Shoemaker (Los Angeles, 28 aprile 1928 – Alice Springs, 18 luglio 1997), è stato un geologo statunitense.
Fu uno dei fondatori del campo delle scienze planetarie ed è conosciuto soprattutto per aver scoperto la Cometa Shoemaker-Levy 9 assieme alla moglie Carolyn S. Shoemaker e a David Levy.

## Contributi scientifici
Come tesi di dottorato all'Università di Princeton, Shoemaker dimostrò definitivamente che il cratere di Barringer, situato vicino a Winslow, in Arizona, è stato originato dall'impatto di un meteorite. Shoemaker è stato più di chiunque altro il sostenitore dell'idea che improvvisi cambiamenti geologici possono essere prodotti da impatti meteorici, e che gli asteroidi che colpiscono la Terra sono comuni nel corso della storia geologica. Prima di allora si pensava che i crateri meteorici, persino quelli sulla Luna, fossero i resti di vulcani spenti. 
Shoemaker ebbe l'idea dopo aver studiato i crateri dovuti ai test atomici nel Nevada. Trovò un anello di materiale espulso, ed in entrambi i casi in esso c'era una forma di quarzo che ha una struttura microscopica unica, dovuta ad un'elevata pressione. 
Shoemaker fu uno dei pionieri nel campo dell'astrogeologia, e fondò il Programma di ricerca Astrogeologico nel 1961. Ne fu il primo direttore. Fu notevolmente coinvolto nelle missioni del Programma Ranger sulla Luna, che dimostrarono che la superficie del satellite è coperta da un numero enorme di crateri da impatto delle dimensioni più varie. Shoemaker collaborò anche all'allenamento degli astronauti americani. Fu selezionato per essere il primo scienziato a visitare la Luna, ma fu scartato a causa di alcuni problemi alle ghiandole surrenali. 
Spostatosi al California Institute of Technology nel 1969, iniziò una ricerca sistematica di oggetti intersecanti l'orbita terrestre, che portò alla scoperta di parecchie famiglie di asteroidi, tra cui gli asteroidi Apollo e di parecchie comete.
Nel 1993, fu co-scopritore della cometa Shoemaker-Levy 9. Questo oggetto era di notevolissimo interesse, in quanto diede agli astronomi l'opportunità di studiare un impatto cometario su un pianeta (in questo caso Giove, su cui cadde nel 1994). 
Fu coscopritore anche di parecchie altre comete.
Shoemaker morì in un incidente d'auto ad Alice Springs, in Australia, nel luglio del 1997. Una parte delle sue ceneri venne portata e dispersa al polo sud della Luna, dalla sonda Lunar Prospector. A oggi, è l'unica persona ad essere stata sepolta, seppure in parte, sulla Luna.

## Riconoscimenti
- Medaglia John Price Wetherill, Franklin Institute, 1965
- Medaglia NASA per le scoperte scientifiche, 1967
- Membro dell'Accademia Nazionale delle Scienze americana, 1980
- Premio Barringer della Meteoritical Society, 1984[2]
- Medaglia Leonard della Meteoritical Society, 1985[3]
- Medaglia Rittenhouse 1988
- Medaglia Nazionale della Scienza 1992
- Premio Whipple, American Geophysical Union, 1993
- Medaglia NASA per i Risultati Straordinari, 1996
- Medaglia Bowie, American Geophysical Union, 1996
- Medaglia James Craig Watson, 1998, consegnata a Gene e alla moglie Carolyn
- L'asteroide 2074 Shoemaker porta il suo nome.
- La sonda NEAR dal 2000 è stata rinominata NEAR Shoemaker.
- Un'area rocciosa di Marte è stata chiamata con il suo nome dal team delle missioni Mars Exploration Rover ed è stata analizzata dal rover Opportunity.

## Nella cultura di massa
La band finlandese Nightwish gli ha dedicato una canzone nell'album Human. :II: Nature. del 2020